# Chico Linares
Jesús María Linares Loaiza, conosciuto come Chico Linares (Cadice, 4 aprile 1958), è un allenatore di calcio ed ex calciatore spagnolo, di ruolo difensore.

## Carriera
È il secondo calciatore con più presenze ufficiali nella storia del Cadice, con 352 partite disputate, preceduto in questa classifica soltanto da Raúl López Gutiérrez.
Linares vestì la maglia della squadra della sua città in due esperienze distinte: la prima, agli esordi, dal 1978 al 1983. Dal 1983 al 1986 giocò in Segunda División con il Recreativo, prima di rientrare al Cadice dal 1986 al 1994, anno del ritiro.